# Ragnall
Ragnall is een civil parish in het bestuurlijke gebied Bassetlaw, in het Engelse graafschap Nottinghamshire met 146 inwoners.